# Comuna Novospaske, Prîazovske
Novospaske (în ucraineană Новоспаське) este o comună în raionul Prîazovske, regiunea Zaporijjea, Ucraina, formată din satele Hromivka, Mareanivka, Novospaske (reședința) și Orihivka.

## Demografie
Componența lingvistică a comunei Novospaske
     Rusă (53,57%)
     Ucraineană (45,91%)
     Alte limbi (0,44%)
Conform recensământului din 2001, majoritatea populației comunei Novospaske era vorbitoare de rusă (53,57%), existând în minoritate și vorbitori de ucraineană (45,91%).